# Toxicodendron striatum
Toxicodendron striatum (đồng nghĩa Rhus striata) là loài cây độc Nam Mỹ thuộc họ Anacardiaceae, tiếng Anh thường gọi là Manzanillo. T. striatum mọc ở các khu rừng rậm nhiệt đới trên các sườn dốc ở độ cao thấp.